# 袁克文

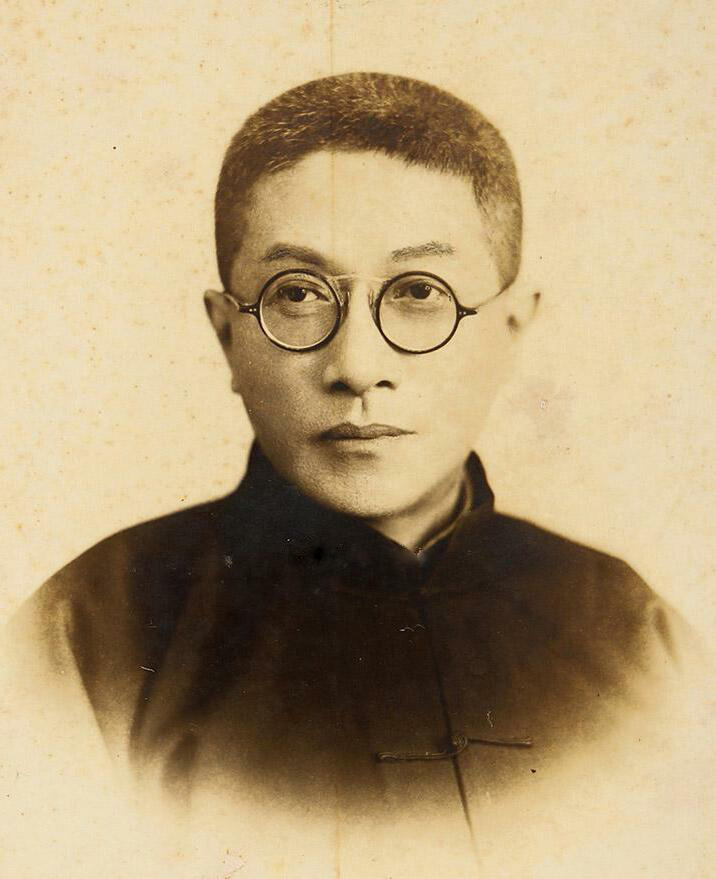
袁克文

袁 克文（えん こくぶん、1889年 - 1931年）は、中国の学者・書家であり、青幇の大老である。字は豹岑で、寒云の号で知られる。

## 生涯
1889年に生まれた。中華民国初代大総統・袁世凱の次男である。母は袁世凱の妾で朝鮮出身の金氏で、袁は母の故郷の朝鮮・京城（現在のソウル）で生まれた。兄に袁克定がいる。
袁は中国の古典文学に堪能であり、書と水墨画の達人だった。彼は美術品や骨董品の蒐集に取りつかれていた。彼が父の中華帝国皇帝即位に反対していたことと、彼の奔放な生活振りから、父の怒りを買った。彼は父の秘書の歩翔棻（章五）とともに上海へ逃亡し、青幇の一員となった。彼は上海と天津で多くの舎弟を持つようになった。

## 私生活
袁は正妻の劉梅真の他に情韻樓、小桃紅、唐志君、于佩文、亜仙の5人の妾を持った。その他にも愛人が多数おり、生涯で関係を持った女性は七・八十人にも及ぶという。
袁には四男三女の子供がおり、その全てが学者になった。三男の袁家騮は著名な高エネルギー物理学者であり、同じく物理学者の呉健雄と結婚した。
袁は1931年に天津で亡くなった。
彼は馬弔のゲームの研究でも知られ、『雀譜』を著した。